# Пришельцы на чердаке
«Пришельцы на чердаке» (англ. Aliens in the Attic) — американская семейная кинокомедия 2009 года, производства кинокомпаний 20th Century Fox и Regency Enterprises, в главных ролях Картер Дженкинс, Эшли Тисдейл, Роберт Хоффман, Ригэн Янг и Остин Батлер. Премьера фильма состоялась 31 июля 2009 года.
Ранее фильм назывался «Они приехали с Верху». Это название использовалось как слоган фильма.

## Сюжет
Сюжет вращается вокруг детей семьи Пирсона, которые защищают свой домашний отпуск. Но к ним на чердак приземляются пришельцы, которые хотят завоевать Землю. Младшие Пирсоны пытаются защитить свой дом и свою планету от завоевания пришельцами, пока их родители не понимают всю реальность и серьёзность их вторжения.

## В ролях
| Актёр           | Роль                 |
| --------------- | -------------------- |
| Картер Дженкинс | Том Пирсон           |
| Эшли Тисдейл    | Битэни Пирсон        |
| Остин Батлер    | Джейк Пирсон         |
| Роберт Хоффман  | Рикки Дилмэн         |
| Кевин Нилон     | Стюарт Пирсон        |
| Дорис Робертс   | Нана Роуз Пирсон     |
| Энди Рихтер     | дядюшка Натан Пирсон |
| Тим Медоуз      | шериф Дуг Армстронг  |